# Кучера, Вацлав
Ва́цлав Ку́чера (чеш. Václav Kučera; 29 апреля 1929[…], Прага[…] — 22 апреля 2017, Прага) — чешский композитор и музыковед
.

## Биография
Изучал музыковедение и эстетику в Карловом университете в Праге (1948—1951), затем учился в Московской консерватории у Виссариона Шебалина (1951—1956). По окончании консерватории работал на Пражском радио, в 1959 г. основал и возглавил Кабинет по изучению новой музыки при Союзе композиторов Чехословакии; в том же году составил и перевёл на чешский язык сборник писем и воспоминаний о Мусоргском «Мусоргский. Музыка жизни» (чеш. M.P.Musorgskij. Hudba života). В 1962—1969 гг. работал в Институте музыковедения АН ЧССР; опубликовал очерк истории советской музыки под названием «Талант, мастерство, всемирный кругозор» (чеш. Talent, mistrovství, světový názor; 1962) и книгу «Новые направления в советской музыке» (чеш. Nové proudy v sovětské hudbě; 1967), в которой шла речь об испытывавших сложности с признанием в СССР представителях музыкального авангарда. В 1969—1983 гг. Кучера был секретарём Союза чешских композиторов и исполнителей, с 1972 г. преподавал композицию в различных высших музыкальных учебных заведениях Чехословакии. В 1988—1992 г. Вацлав Кучера возглавлял международный музыкальный фестиваль «Пражская весна», в 1992—1998 гг. входил в исполнительный комитет Европейской ассоциации консерваторий. В 2005 г. под редакцией Кучеры вышло чешское издание бесед С. Волкова с Дмитрием Шостаковичем.

## Музыка
Музыкальное наследие Кучеры довольно разнообразно и в целом состоит из компактных произведений: так, симфония Кучеры (1962) длится около 19 минут. Среди симфонических сочинений Кучеры выделяются Картина для фортепиано с оркестром (1970, премия на конкурсе композиторов в Женеве), концерт для гитары и струнного оркестра «Посвящение Сальвадору Дали» (1994) и ряд других произведений для гитары с оркестром (а также для гитары соло или с ансамблем), симфоническая поэма «Саппоро» для оркестра и хора (1991) и др. В камерном творчестве Кучеры много пьес для басового кларнета (соло и в ансамбле, частично написаны для Харри Спарная), для цимбал, вибрафона, ансамбля ударных инструментов; многие камерные произведения Кучеры носят программный характер и посвящены авангардным художникам или писателям (Эдварду Мунку, Максу Эрнсту, Гансу Арпу и др.). Вокальные сочинения Кучеры написаны на стихи Катулла, Шекспира, Рильке, Маяковского. Особое место в творчестве Вацлава Кучеры занимают работы 1970-х гг., написанные для электроакустических музыкальных инструментов.